# 鳥取市立瑞穂小学校
鳥取市立瑞穂小学校（とっとりしりつ みずほしょうがっこう）は、鳥取県鳥取市気高町下坂本にある公立小学校。

## 沿革
- 1873年（明治6年）10月25日 - 下坂本学校開校。
- 1877年（明治10年）4月 - 下坂本小学校と改称。
- 1887年（明治20年）4月 - 下坂本尋常小学校と改称。
- 1909年（明治42年）9月 - 校舎を現在地に新築し、瑞穂尋常小学校と改称。
- 1915年（大正4年）4月 - 高等科を併置し、瑞穂尋常高等小学校と改称。
- 1924年（大正13年）2月16日 - 校舎焼失、10月新築。
- 1932年（昭和7年） - 宝木小上光分校の一部が瑞穂小に在籍する。
- 1935年（昭和10年）4月 - 青年学校併設される。
- 1941年（昭和16年）4月1日 - 国民学校令により瑞穂国民学校と改称。
- 1947年（昭和22年）4月1日 - 学制改革により瑞穂村立瑞穂小学校と改称。
- 1955年（昭和30年）7月1日 - 町村合併により気高町立瑞穂小学校と改称。
- 1988年（昭和63年）3月 - 新校舎落成。
- 2004年（平成16年）11月1日 - 気高郡気高町が鳥取市に編入され、鳥取市立瑞穂小学校と改称。

## 通学区域
- 鳥取市気高町
  - 重高、下坂本、宿、土居、日光、二本木
- ※小規模校特別転入制度が設けられており、鳥取市内在住の児童は校区外からの転入が認められている。

## 進学先中学校
- 鳥取市立気高中学校